# Championnat de Tchécoslovaquie de football 1976-1977
Navigation
Saison précédente Saison suivante
La saison 1976-1977 du Championnat de Tchécoslovaquie de football est la 51e édition du championnat de première division en Tchécoslovaquie. Les seize meilleurs clubs du pays se retrouvent au sein d'une poule unique, la First League, où les formations s'affrontent deux fois, à domicile et à l'extérieur. À l'issue du championnat, les deux derniers du classement sont relégués et remplacés par les deux meilleurs clubs de II. Liga, la deuxième division tchécoslovaque.
C'est le club du Dukla Prague qui termine en tête du classement du championnat avec quatre points d'avance sur le FK Inter Bratislava et six sur le SK Slavia Prague. C'est le 9e titre de champion de Tchécoslovaquie de l'histoire du club, le premier depuis onze ans.
Le tenant du titre, le FC Banik Ostrava, ne prend que la 7e place, à 12 points du Dukla.

## Les 16 clubs participants
| - Dukla Prague - Jednota Trencin - Skoda Plzen - SK Slovan Bratislava - FC Bohemians Prague - TJ ZVL Žilina - VSS Kosice - FK Inter Bratislava | - Zbrojovka Brno - FC Banik Ostrava - VP Frydek-Mistek - Promu de II. Liga - Lokomotiva Kosice - Sklo Union Teplice - SK Slavia Prague - Spartak Trnava - AC Sparta Prague - Promu de II. Liga |

## Compétition

### Classement
Le barème utilisé pour établir le classement est le suivant :
- Victoire : 2 points
- Match nul : 1 point
- Défaite : 0 point

| Rang | Équipe                   | Pts | J  | G  | N  | P  | Bp | Bc | Diff |
| ---- | ------------------------ | --- | -- | -- | -- | -- | -- | -- | ---- |
| 1    | Dukla Prague             | 42  | 30 | 18 | 6  | 6  | 61 | 33 | +28  |
| 2    | FK Inter Bratislava      | 38  | 30 | 16 | 6  | 8  | 55 | 36 | +19  |
| 3    | SK Slavia Prague         | 36  | 30 | 13 | 10 | 7  | 53 | 36 | +17  |
| 4    | Zbrojovka Brno           | 35  | 30 | 13 | 9  | 8  | 49 | 40 | +9   |
| 5    | FC Lokomotíva Košice (C) | 33  | 30 | 16 | 1  | 13 | 60 | 59 | +1   |
| 6    | Skoda Plzen              | 31  | 30 | 11 | 9  | 10 | 40 | 37 | +3   |
| 7    | FC Baník Ostrava (T)     | 30  | 30 | 11 | 8  | 11 | 36 | 33 | +3   |
| 8    | ŠK Slovan Bratislava     | 29  | 30 | 12 | 5  | 13 | 44 | 38 | +6   |
| 9    | FC Bohemians Prague      | 29  | 30 | 8  | 13 | 9  | 32 | 34 | -2   |
| 10   | TJ ZVL Žilina            | 29  | 30 | 10 | 9  | 11 | 40 | 43 | -3   |
| 11   | Jednota Trenčín          | 29  | 30 | 10 | 9  | 11 | 41 | 48 | -7   |
| 12   | Sklo Union Teplice       | 28  | 30 | 11 | 6  | 13 | 45 | 46 | -1   |
| 13   | AC Sparta Prague (P)     | 28  | 30 | 11 | 6  | 13 | 40 | 44 | -4   |
| 14   | FC Spartak Trnava        | 26  | 30 | 9  | 8  | 13 | 26 | 47 | -21  |
| 15   | VP Frýdek-Místek (P)     | 23  | 30 | 8  | 7  | 15 | 35 | 48 | -13  |
| 16   | VSS Košice               | 14  | 30 | 5  | 4  | 21 | 35 | 70 | -35  |

|  | Qualification pour la Coupe d'Europe des clubs champions 1977-1978                                |
|  | Qualification pour la Coupe des Coupes 1977-1978                                                  |
|  | Qualification pour la Coupe UEFA 1977-1978                                                        |
|  | Relégation en II. Liga                                                                            |
|  | (T) Tenant du titre (C) Vainqueur de la Coupe du Tchécoslovaquie (P) : Promu de deuxième division |

## Bilan de la saison
| Championnat de Tchécoslovaquie de football 1976-1977 |                         |
| Champion                                             | Dukla Prague (9e titre) |
| Coupes et trophées                                   |                         |
| Vainqueur de la Coupe de Tchécoslovaquie 1976-1977   | FC Lokomotiva Kosice    |
| Qualifications continentales                         |                         |
| Coupe d'Europe des clubs champions 1977-1978         | Dukla Prague            |
| Coupe des Coupes 1977-1978                           | FC Lokomotiva Kosice    |
| Coupe UEFA 1977-1978                                 | FK Inter Bratislava     |
| Coupe UEFA 1977-1978                                 | SK Slavia Prague        |
| Promotions et relégations                            |                         |
| Promus en I. Liga                                    | Dukla Banska Bystrica   |
| Promus en I. Liga                                    | Tatran Presov           |
| Relégués en II. Liga                                 | VP Frýdek-Místek        |
| Relégués en II. Liga                                 | VSS Kosice              |